# Escudo angolano

Cédula de 2,50 Escudos Angolanos.

Escudo angolano foi a moeda oficial de Angola em dois períodos.
O primeiro foi de 1 de Janeiro de 1914, quando substituiu o real angolano até 1928, quando a moeda foi substituída pelo Angolar, em consequência da fraude empreendida por Artur Alves dos Reis, na razão de 5 escudos por 4 angolares, sendo tal substituição limitada as cédulas circulantes em Angola com denominação em Escudos.
O segundo foi da reintrodução do Escudo em paridade com o Angolar em 1958 até o ano de 1977, quando a moeda foi substituída em paridade pelo primeiro kwanza, em decorrência da independência do país.